# Cassagnas
Cassagnas is een gemeente in het Franse departement Lozère (regio Occitanie) en telt 119 inwoners (2004). De plaats maakt deel uit van het arrondissement Florac.

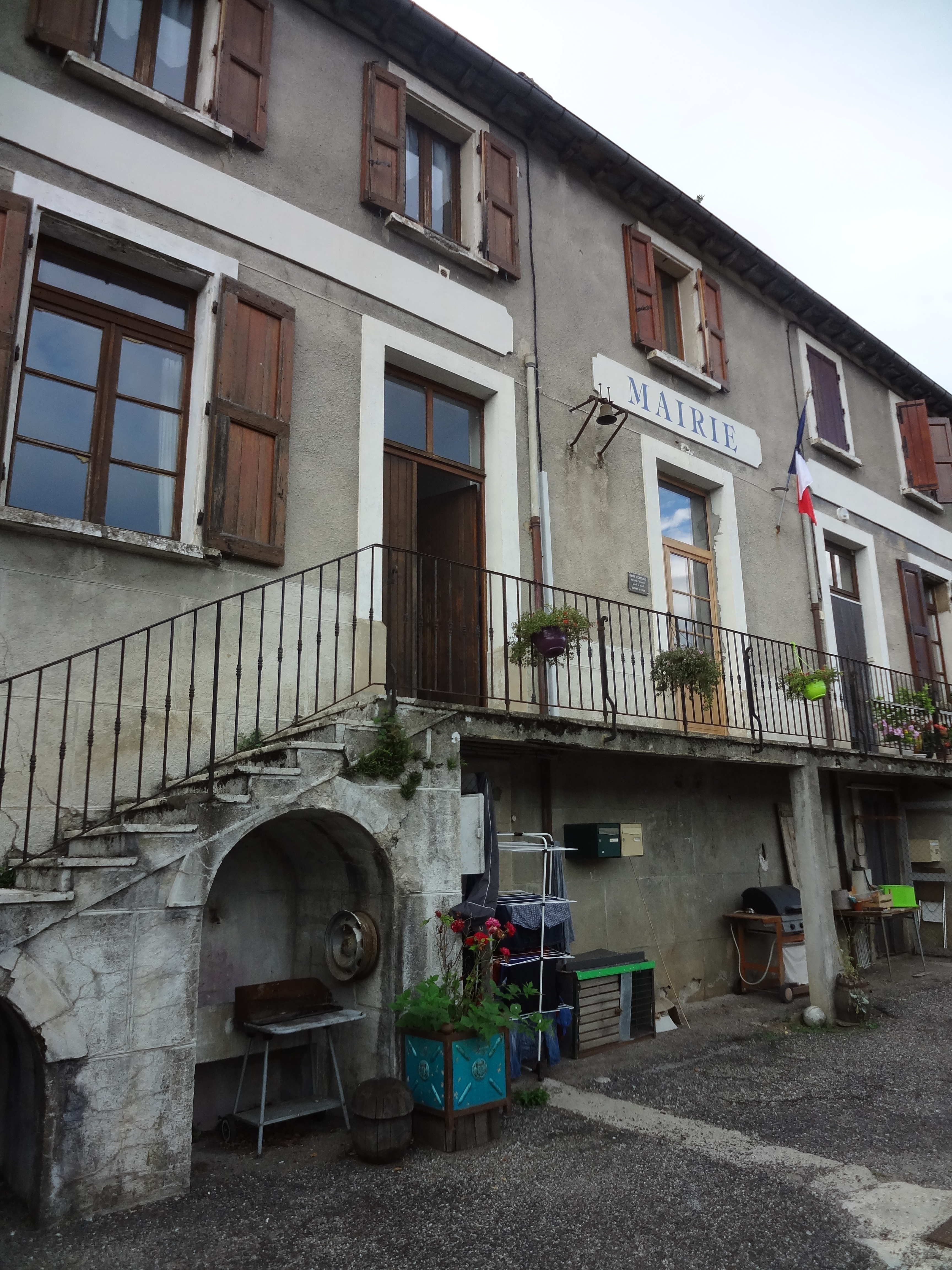
Gemeentehuis
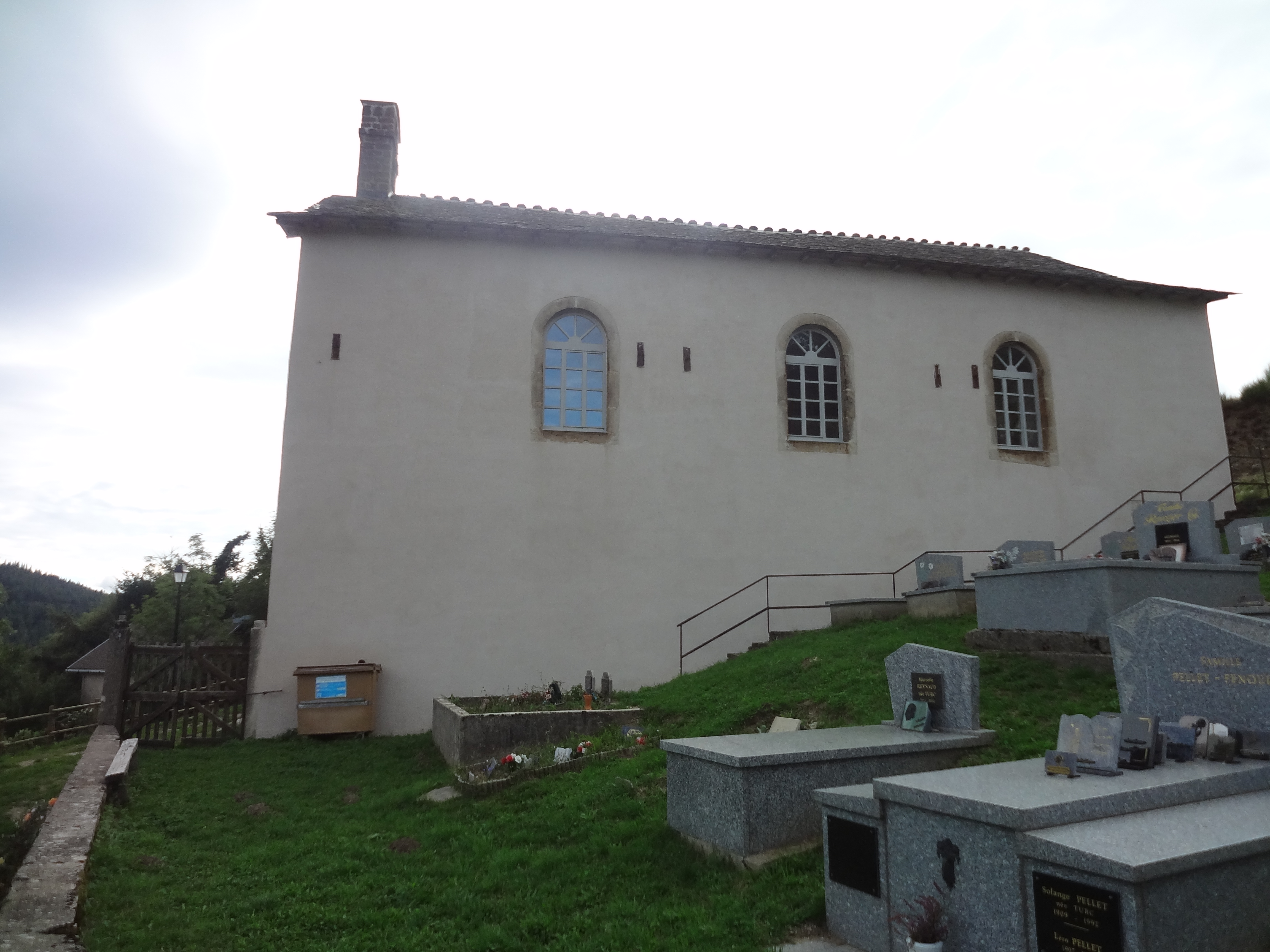
Kerk van Cassagnas

## Geografie
De oppervlakte van Cassagnas bedraagt 38,7 km², de bevolkingsdichtheid is dus 3,1 inwoners per km².
De onderstaande kaart toont de ligging van Cassagnas met de belangrijkste infrastructuur en aangrenzende gemeenten.

## Demografie
Onderstaande figuur toont het verloop van het inwonertal (bron: INSEE-tellingen).